# Jaa9
Johnny Engdal Silseth (født 2. marts 1982 i Lillehammer, Oppland i Norge), mest kendt under artistnavnet Jaa9, er en norsk rapper. Han er medlem af rapkollektivet Dirty Oppland, men er mest kendt for sit samarbejde med OnklP, som også er medlem af Dirty Oppland. Sammen vandt de Alarmprisen 2005 i klassen hiphop for albummet Sjåre Brymæ fra 2004. Jaa9 er mest kendt for nummeret Kjendisparty, der optrådte på albummet.

## Diskografi

### Dirty Oppland
- Greatest Hits (album af Dirty Oppland) (2004)

### Jaa9 &OnklP
- Bondegrammatikk - The mixtape (2003)
- Sjåre Brymæ (2004)